# Virus du Lloviu
Cuevavirus lloviuense
Espèce
Le virus du Lloviu, ou Cuevavirus lloviuense (anciennement en anglais : Lloviu cuevavirus), est une espèce de filovirus apparenté au virus Ebola et au virus de Marburg mais génétiquement distinct de ces derniers. Il est découvert en 2002 dans la Cueva del Lloviu à Villaviciosa dans les Asturies, en Espagne, chez Miniopterus schreibersii, une chauve-souris commune dans certaines régions d'Afrique à l'Australie en passant par l'Europe et l'Asie. Cette grotte étant fréquentée depuis longtemps par des touristes sans que des affections particulières aient été relevées, on estime que ce virus n'est pas pathogène pour l'humain.
Les virions du virus Lloviu n'ont pas encore été caractérisés mais on s'attend à ce qu'ils soient semblables à ceux du virus Ebola et du virus de Marburg. Le génome du virus Lloviu est structuré comme celui du virus Ebola, avec notamment l'expression de quatre protéines différentes à partir du gène GP, contrairement au virus Marburg.